# پروانه‌های پشت سرهم

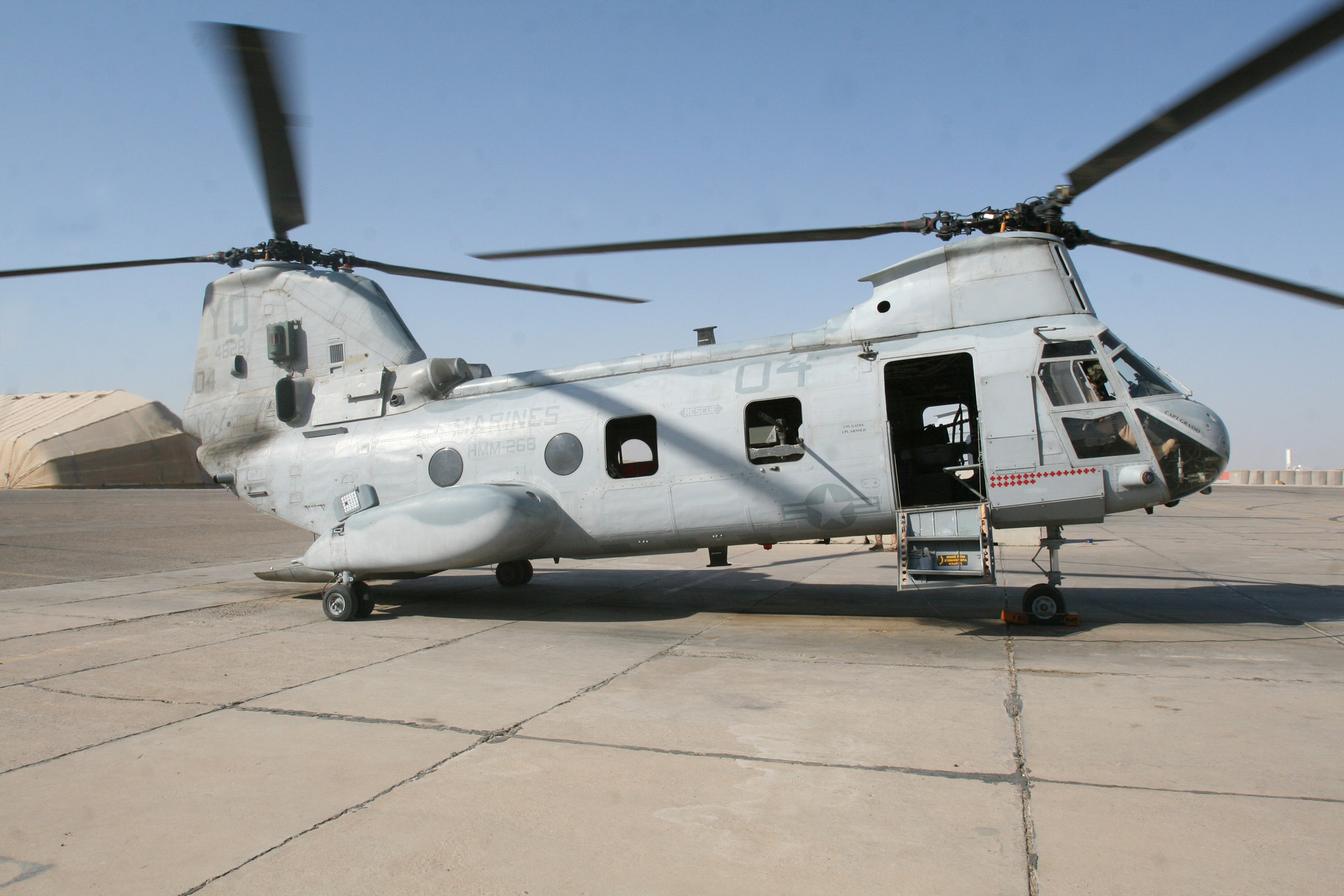
بوئینگ سی‌اچ-۴۷ شینوک با دو پروانه پشت سرهم

انیمیشن پروانه‌های پشت سرهم

پروانه پشت سرهم یا پروانه های متوالی (به انگلیسی: Tandem rotors) به یک زوج پروانه می‌گویند که یکی در ابتدای بالگرد و دیگری در انتهای بالگرد به صورت پشت سرهم نصب می‌شوند. این زوج پروانه در خلاف جهت همدیگر دوران می‌کنند تا نیروی حاصل از انحراف (yaw) همدیگر را خنثی کنند. معمولاً از این نوع پروانه‌ها در بالگردهای باری بزرگ استفاده می‌شود.
هلی کوپترهای پروانه پشت سرهم از روتورهای ضد چرخش استفاده می کنند که هرکدام گشتاور دیگری را لغو می کنند. بنابراین ، تمام توان حاصل از موتورها می تواند برای بالابری استفاده شود ، در حالی که یک هلی کوپتر تک روتور از مقداری از موتور برای مقابله با گشتاور استفاده می کند. یک گزینه جایگزین نصب دو روتور در یک پیکربندی کواکسیال است. اولین هلی کوپتر روتور پشت سرهم موفق توسط نیکلاس فلورین در سال 1927 ساخته شد. از مزایای سیستم پشت سرهم ، یک مرکز ثقل بزرگتر و ثبات طولی خوب است. از معایب سیستم پشت سر هم روتور انتقال پیچیده و نیاز به دو روتور بزرگ است. این دو روتور توسط یک گیربکس به یکدیگر متصل می شوند که اطمینان حاصل می کند روتورها همگام شده و حتی در هنگام خرابی موتور به یکدیگر برخورد نمی کنند. طراحی های روتور پشت سر هم با استفاده از چرخه مخالف چپ و راست به هر روتور ، با کشیدن هر دو انتهای هلیکوپتر در جهت مخالف ، خمیازه می کشند. برای دستیابی به گام ، جمع مخالف برای هر روتور اعمال می شود. کاهش بالابر تولید شده در یک انتهای آن ، در حالی که بالابر را در انتهای مخالف افزایش می دهد ، و به طور موثر هلی کوپتر را به جلو یا عقب متمایل می کند.
هلی کوپترهای روتور پشت سر هم این مزیت را دارند که می توانند با تیغه های کوتاهتر وزن بیشتری را تحمل کنند، با این حال، روتور عقب در سایه آیرودینامیکی روتور جلو کار می کند که باعث کاهش کارایی آن می شود. این از دست دادن را می توان با افزایش فاصله بین دو توپی روتور و با بالا بردن یک توپی بر روی دیگر به حداقل رساند.هلی کوپترهای روتور پشت سر هم بار دیسک کمتری نسبت به بالگردهای تک روتور دارند. هلی کوپترهای روتور پشت سر هم معمولاً در مقایسه با هلی کوپترهای تک روتور برای پیمایش و دستیابی به پرواز با سرعت کم به نیروی کمتری نیاز دارند. برای دستیابی به پرواز با سرعت بالا معمولاً هر دو تنظیمات به همان قدرت نیاز دارند.